# Tremont (Illinois)
Pour les articles homonymes, voir Trémont.
Tremont est un village situé au centre du comté de Tazewell dans l'Illinois, aux États-Unis,. Le village est fondé en 1834 et incorporé le 5 octobre 1894.

## Démographie
Lors du recensement de 2010, le village comptait une population de 2 236 habitants. Elle est estimée, en 2016, à 2 156 habitants.

### Source de la traduction
- (en) Cet article est partiellement ou en totalité issu de l’article de Wikipédia en anglais intitulé « Tremont, Illinois » (voir la liste des auteurs).